# Champagney (Haute-Saône)
Champagney é uma comuna francesa na região administrativa de Borgonha-Franco-Condado, no departamento de Alto Sona. Estende-se por uma área de 36,71 km². Em 2010 a comuna tinha 3 839 habitantes (densidade: 104,6 hab./km²).